# Loriot d'Isabela
Oriolus isabellae
Espèce
Statut de conservation UICN

 CR C2a(i,ii) : 
En danger critique
Le Loriot d'Isabela (Oriolus isabellae) est une espèce de passereaux de la famille des Oriolidae.

## Répartition
Il est endémique à l'île de Luçon aux Philippines. L'oiseau qui était présumé éteinte pendant de nombreuses années a été redécouvert en décembre 1993 près de Diffun dans la province de Quirino et Mansarong, Baggao, province de Cagayan en septembre 1994. Des observations supplémentaires ont été faites en 2004 près de San Mariano dans la province d'Isabela.